# Wired Productions
Wired Productions es una empresa editora de videojuegos con sede en Watford, Hertfordshire, Reino Unido . La empresa se dedica a publicar juegos en todas las principales plataformas ( PC, PS4, Xbox One y Nintendo Switch ) trabajando en proyectos de diferentes países, fundada por Leo Zullo, Jason Harman y Kevin Leathers.
Antes de dedicarse a la publicación de juegos a fines de 2013, Wired Productions comenzó como una productora de al producir We Sing Robbie Williams y We Sing . El primer lanzamiento de Wired Productions fue Let's Fish! Hooked On, un videojuego de pesca desarrollado para PlayStation Vita . En 2016, Wired Productions lanzó Super Dungeon Bros para Microsoft Windows, MacOS, PlayStation 4 y Xbox One . En 2017, Wired Productions lanzó Fractured Minds, que ganó un premio BAFTA . En 2020, Wired Productions lanzó The Falconeer . El videojuego fue nominado a Mejor Juego Debut por los BAFTA Games Awards .
En 2020, la empresa anunció una alianza con Koch Media para expandirse en el mercado global.
| Year     | Title                                        | Developer(s)                        | Platform(s)                                                                                    |
| -------- | -------------------------------------------- | ----------------------------------- | ---------------------------------------------------------------------------------------------- |
| 2013     | Let’s Fish! Hooked On                        | SIMS Co., Ltd.                      | PlayStation Vita                                                                               |
| 2014     | Tiny Troopers Joint                          | Plunge Interactive                  | PlayStation 3, PlayStation Vita                                                                |
| 2014     | The Last Inua                                | Glowforth                           | Windows                                                                                        |
| 2015     | Tiny Troopers Joint Ops                      | Plunge Interactive                  | PlayStation 4, Xbox One                                                                        |
| 2016     | Super Dungeon Bros                           | React Games                         | Windows, PlayStation 4, Xbox One                                                               |
| 2017     | The Town Of Light                            | LKA                                 | Windows, PlayStation 4, Xbox One                                                               |
| 2017     | Tiny Troopers Joint Ops : XL                 | Plunge Interactive                  | Nintendo Switch                                                                                |
| 2017     | Vostok Inc.                                  | NoseBleed Interactive               | Nintendo Switch                                                                                |
| 2017     | Surf World Series                            | Climax Studios                      | PlayStation 4                                                                                  |
| 2017     | Max: The Curse of Brotherhood                | Flashbulb Games                     | PlayStation 4                                                                                  |
| 2017     | Fractured Minds                              | Emily M Games                       | Windows, PlayStation 4, Xbox One, Nintendo Switch                                              |
| 2018     | Max: The Curse of Brotherhood                | Flashbulb Games                     | Nintendo Switch                                                                                |
| 2018     | Shaq Fu: A Legend Reborn                     | Saber Interactive                   | Windows, PlayStation 4, Xbox One, Nintendo Switch                                              |
| 2018     | Victor Vran :DisplaySpace": Overkill Edition | Haemimont Games                     | Nintendo Switch                                                                                |
| 2018     | Grip: Combat Racing                          | Caged Element                       | Windows, PlayStation 4, Xbox One, Nintendo Switch                                              |
| 2018     | Just Deal with it!                           | Super Punk Games                    | PlayStation 4                                                                                  |
| 2018     | WordHunters                                  | Thumbfood Ltd                       | PlayStation 4                                                                                  |
| 2019     | Close To The Sun                             | Storm in a Teacup                   | Windows, PlayStation 4, Xbox One, Nintendo Switch                                              |
| 2019     | Deliver Us The Moon                          | KeokeN Interactive                  | Windows, PlayStation 4, Xbox One                                                               |
| 2019     | Pool Nation                                  | Cherry Pop Games                    | PlayStation 4                                                                                  |
| 2019     | Avicii Invector                              | Hello There Games Wired Productions | Windows, PlayStation 4, Xbox One, Google Stadia                                                |
| 2020     | Deliver Us The Moon                          | KeokeN Interactive                  | PlayStation 4, Xbox One, Google Stadia                                                         |
| 2020     | Those Who Remain                             | Camel 101                           | Windows, PlayStation 4, Xbox One                                                               |
| 2020     | Avicii Invector : Encore Edition             | Hello There Games                   | Windows, PlayStation 4, Xbox One, Nintendo Switch                                              |
| 2020     | The Falconeer                                | Tomas Sala                          | Xbox One, Windows, Xbox Series X, PlayStation 4, PlayStation 5, Nintendo Switch, Google Stadia |
| 2020     | Lumote: The Mastermote Chronicles            | Luminawesome Games Ltd              | Windows, PlayStation 4, Xbox One, Nintendo Switch                                              |
| 2021     | Arcade Paradise                              | Nosebleed interactive               | Windows, PlayStation 4, PlayStation 5, Xbox One, X, Nintendo Switch                            |
| 2022     | Martha is Dead                               | LKA                                 | Windows, PlayStation 4, PlayStation 5, Xbox Series X                                           |
| 2022     | The Last Worker                              | Wolf & Wood, Oiffy                  | Windows, PlayStation 4, PlayStation 5, Xbox One, X, Nintendo Switch, Oculus Quest              |
| 2022     | Tin Hearts                                   | Rogue Sun                           | Windows, PlayStation 4, PlayStation 5, Xbox One, X, Nintendo Switch                            |
| Upcoming | Tiny Troopers: Global Ops                    | Epiphany Games                      | Windows, PlayStation 4, PlayStation 5, Xbox One, X, Nintendo Switch                            |

1. ↑  «Wired Productions go LIVE with new focus on digital video content and the launch of a range of documentaries, podcasts and more!». gamespress.com. 3 de febrero de 2022. Consultado el 19 de febrero de 2022.
2. ↑  «Wired Productions launches online store». gamesindustry.biz. Consultado el 9 de marzo de 2022.
3. ↑  «“The best thing we can do is to get people talking about difficult subjects” – Wired Productions on its next-gen plans». mcvuk.com. Consultado el 9 de marzo de 2022.
4. ↑  «Gory mystery thriller Martha is Dead will be censored on PlayStation, devs say». polygon.com. 14 de febrero de 2022. Consultado el 19 de febrero de 2022.
5. ↑  «Try the new Express Puzzles app!». express.co.uk. 23 de diciembre de 2010. Consultado el 19 de febrero de 2022.
6. ↑  «Wired Productions bring Let’s Fish! Hooked On to PlayStation®Vita in Europe and the US». tiga.org. 9 de agosto de 2012. Consultado el 19 de febrero de 2022.
7. ↑  «"We do things our own way, rightly or wrongly…"». MCV (en inglés). Consultado el 30 de marzo de 2021.
8. ↑  «Wired Productions acquires global distribution rights for Surf World Series». mcvuk.com. Consultado el 19 de febrero de 2022.
9. ↑  «Let’s Fish! Hooked On launching Jan. 29 for PlayStation Vita». polygon.com. 21 de enero de 2016. Consultado el 19 de febrero de 2022.
10. ↑  «Test: Super Dungeon Bros». 4players.de. 3 de noviembre de 2016. Consultado el 19 de febrero de 2022.
11. ↑  «Emily Mitchell, creator of Fractured Minds, receives her MCV/DEVELOP Award». mcvuk.com. 13 de marzo de 2020. Consultado el 20 de febrero de 2022.
12. ↑  «BAFTA Games Awards 2021 Nominations Announced». ign.com. 2 de marzo de 2021. Consultado el 20 de febrero de 2022.
13. ↑  «‘Martha Is Dead’ censored on PS4 and PS5 with physical edition delayed». nme.com. Consultado el 30 de marzo de 2021.
14. ↑  «WIRED PRODUCTIONS PARTNERS WITH KOCH MEDIA IN DISTRIBUTION DEAL TO EXPAND GLOBAL REACH». kochmedia.com. Consultado el 19 de febrero de 2022.
15. ↑  «NORDIC GAMES, WIRED PRODUCTIONS AND LE CORTEX ANNOUNCE NEW INTERACTIVE MUSIC FORMATION, WE SING PRODUCTIONS». games.premiercomms.com. 13 de junio de 2016. Consultado el 19 de febrero de 2022.
16. ↑  «Wired Production’s Leo Zullo: ‘We have access to some of the most vulnerable audiences – I think it is our responsibility to help improve their lives’». mcvuk.com. Consultado el 9 de marzo de 2022.
17. ↑  «Wired Productions Bring Let's Fish! Hooked On To Playstation® Vita In Europe and The US». Anime News Network (en inglés). Consultado el 10 de mayo de 2021.
18. ↑  «Tiny Troopers: Joint Ops». www.pocketgamer.com (en inglés). Consultado el 10 de mayo de 2021.
19. ↑  «‘Super Dungeon Bros release date announced». Gamereactor. 11 de octubre de 2016.
20. ↑  «Wired Productions acquires global distribution rights for Surf World Series». MCV/DEVELOP (en inglés británico). 20 de septiembre de 2017. Consultado el 10 de mayo de 2021.
21. ↑  Former Xbox Exclusive Max: The Curse of Brotherhood Gets a PS4 Release Date - IGN (en inglés), consultado el 10 de mayo de 2021.
22. ↑  «17-year-old’s Fractured Minds mental health puzzle game debuts on PC and consoles». VentureBeat (en inglés estadounidense). 14 de noviembre de 2019. Consultado el 10 de mayo de 2021.
23. ↑  «Shaq Fu: A Legend Reborn launches June 5». Nintendo Everything (en inglés). 5 de abril de 2018. Consultado el 10 de mayo de 2021.
24. ↑  «Victor Vran: Overkill Edition - The Perfect Diablo III Appetiser On Switch». Nintendo Life (en inglés británico). 3 de septiembre de 2018. Consultado el 10 de mayo de 2021.
25. ↑  «Close to the Sun for PS4, Xbox One, and Switch launches October 29». Gematsu (en inglés estadounidense). 12 de septiembre de 2019. Consultado el 10 de mayo de 2021.
26. ↑  Wired Productions launched Avicii Invector in December 2019, in partnership with developers Hello There Games with the full support of AVICII Music.«AVICII Invector Launches Globally Today On Multiple Formats». www.gamasutra.com (en inglés). Consultado el 10 de mayo de 2021.
27. 1 2  «Stadia - Play for Free across your favorite devices». stadia.google.com (en inglés). Consultado el 4 de abril de 2022.
28. ↑  Watton, Neil (24 de abril de 2020). «Save humanity from extinction as Deliver Us The Moon blasts off to Xbox One, Game Pass and PS4». TheXboxHub (en inglés británico). Consultado el 10 de mayo de 2021.
29. ↑  «Those Who Remain Release Date Set for End of May 2020». PlayStation LifeStyle. 8 de mayo de 2020. Consultado el 10 de mayo de 2021.
30. ↑  «‘The Falconeer’ is coming PS5, PS4, and Nintendo Switch with new content». NME. 20 de mayo de 2021.
31. ↑  «‘Bringing the arcade home with Arcade Paradise’». Gamereactor. 3 de mayo de 2021.
32. ↑  «Wired Productions revela que PlayStation censurou o Martha Is Dead». noticiasetecnologia.com. 13 de febrero de 2022.
33. ↑  «The Last Worker - Announcement Trailer». IGN. 30 de marzo de 2021. Consultado el 15 de octubre de 2019.
34. ↑  «Tiny Troopers: Global Ops announced for PS5, Xbox Series, PS4, Xbox One, Switch, and PC». Gematsu. 29 de marzo de 2021.

- Datos: Q98168926